# Ross Johnston
Ross Johnston, född 18 februari 1994, är en kanadensisk professionell ishockeyforward.
Johnston är kontrakterad till New York Islanders i National Hockey League (NHL) och spelar för deras primära samarbetspartner Bridgeport Sound Tigers i American Hockey League (AHL). Han har tidigare spelat på lägre nivåer för Missouri Mavericks i ECHL och Moncton Wildcats, Tigres de Victoriaville och Charlottetown Islanders i Ligue de hockey junior majeur du Québec (LHJMQ).
Johnston blev aldrig draftad.

## Statistik
| Källa: Uppdaterad: 2018-01-21 | Källa: Uppdaterad: 2018-01-21                    | Källa: Uppdaterad: 2018-01-21                    |                                                  | Grundserie                                       | Grundserie                                       | Grundserie                                       | Grundserie                                       | Grundserie                                       |                                                  | Slutspel                                         | Slutspel                                         | Slutspel                                         | Slutspel                                         | Slutspel |
| Säsong                        | Lag                                              | Liga                                             | Matcher                                          | Mål                                              | Assists                                          | Poäng                                            | Utv                                              | Matcher                                          | Mål                                              | Assists                                          | Poäng                                            | Utv                                              |                                                  |          |
| ----------------------------- | ------------------------------------------------ | ------------------------------------------------ | ------------------------------------------------ | ------------------------------------------------ | ------------------------------------------------ | ------------------------------------------------ | ------------------------------------------------ | ------------------------------------------------ | ------------------------------------------------ | ------------------------------------------------ | ------------------------------------------------ | ------------------------------------------------ | ------------------------------------------------ | -------- |
| 2007–2008                     | Sherwood Falcons                                 |                                                  | 24                                               | 11                                               | 10                                               | 21                                               | 50                                               | 12                                               | 8                                                | 7                                                | 15                                               | 20                                               |                                                  |          |
| 2008–2009                     | Sherwood Falcons                                 |                                                  | 28                                               | 12                                               | 13                                               | 25                                               | 68                                               | 8                                                | 4                                                | 2                                                | 6                                                | 10                                               |                                                  |          |
| 2009–2010                     | Ingen information vart han spelade denna säsong. | Ingen information vart han spelade denna säsong. | Ingen information vart han spelade denna säsong. | Ingen information vart han spelade denna säsong. | Ingen information vart han spelade denna säsong. | Ingen information vart han spelade denna säsong. | Ingen information vart han spelade denna säsong. | Ingen information vart han spelade denna säsong. | Ingen information vart han spelade denna säsong. | Ingen information vart han spelade denna säsong. | Ingen information vart han spelade denna säsong. | Ingen information vart han spelade denna säsong. | Ingen information vart han spelade denna säsong. |          |
| 2010–2011                     | Charlottetown Islanders Midget                   |                                                  | 34                                               | 20                                               | 37                                               | 57                                               | 109                                              | 5                                                | 5                                                | 3                                                | 8                                                | 20                                               |                                                  |          |
|                               | Summerside Western Capitals                      | MJHL                                             | 2                                                | 2                                                | 1                                                | 3                                                | 4                                                | —                                                | —                                                | —                                                | —                                                | —                                                |                                                  |          |
| 2011–2012                     | Summerside Western Capitals                      | MJHL                                             | 23                                               | 12                                               | 17                                               | 29                                               | 55                                               | —                                                | —                                                | —                                                | —                                                | —                                                |                                                  |          |
|                               | Moncton Wildcats                                 | LHJMQ                                            | 38                                               | 2                                                | 5                                                | 7                                                | 55                                               | 2                                                | 0                                                | 0                                                | 0                                                | 8                                                |                                                  |          |
| 2012–2013                     | Moncton Wildcats                                 | LHJMQ                                            | 53                                               | 12                                               | 15                                               | 27                                               | 96                                               | 3                                                | 0                                                | 0                                                | 0                                                | 4                                                |                                                  |          |
| 2013–2014                     | Tigres de Victoriaville                          | LHJMQ                                            | 60                                               | 10                                               | 15                                               | 25                                               | 139                                              | 5                                                | 0                                                | 3                                                | 3                                                | 6                                                |                                                  |          |
| 2014–2015                     | Charlottetown Islanders                          | LHJMQ                                            | 44                                               | 18                                               | 14                                               | 32                                               | 124                                              | 10                                               | 4                                                | 7                                                | 11                                               | 28                                               |                                                  |          |
|                               | Bridgeport Sound Tigers                          | AHL                                              | 2                                                | 0                                                | 0                                                | 0                                                | 0                                                | —                                                | —                                                | —                                                | —                                                | —                                                |                                                  |          |
| 2015–2016                     | New York Islanders                               | NHL                                              | 1                                                | 0                                                | 0                                                | 0                                                | 4                                                | —                                                | —                                                | —                                                | —                                                | —                                                |                                                  |          |
|                               | Bridgeport Sound Tigers                          | AHL                                              | 39                                               | 1                                                | 3                                                | 4                                                | 79                                               | —                                                | —                                                | —                                                | —                                                | —                                                |                                                  |          |
|                               | Missouri Mavericks                               | ECHL                                             | 13                                               | 4                                                | 7                                                | 11                                               | 23                                               | 5                                                | 3                                                | 1                                                | 4                                                | 10                                               |                                                  |          |
| 2016–2017                     | Bridgeport Sound Tigers                          | AHL                                              | 62                                               | 8                                                | 7                                                | 15                                               | 135                                              | —                                                | —                                                | —                                                | —                                                | —                                                |                                                  |          |
| 2017–2018                     | New York Islanders                               | NHL                                              | 1                                                | 0                                                | 1                                                | 1                                                | 15                                               | —                                                | —                                                | —                                                | —                                                | —                                                |                                                  |          |
|                               | Bridgeport Sound Tigers                          | AHL                                              | 37                                               | 3                                                | 8                                                | 11                                               | 113                                              | —                                                | —                                                | —                                                | —                                                | —                                                |                                                  |          |
| NHL totalt                    | NHL totalt                                       | NHL totalt                                       | 2                                                | 0                                                | 1                                                | 1                                                | 15                                               | —                                                | —                                                | —                                                | —                                                | —                                                |                                                  |          |
| AHL totalt                    | AHL totalt                                       | AHL totalt                                       | 140                                              | 12                                               | 18                                               | 30                                               | 327                                              | —                                                | —                                                | —                                                | —                                                | —                                                |                                                  |          |
| LHJMQ totalt                  | LHJMQ totalt                                     | LHJMQ totalt                                     | 195                                              | 42                                               | 49                                               | 91                                               | 414                                              | 20                                               | 4                                                | 10                                               | 14                                               | 46                                               |                                                  |          |